# Mesacturus furcicaudatus
Mesacturus furcicaudatus is een bidsprinkhaankreeftensoort uit de familie van de Takuidae. De wetenschappelijke naam van de soort is voor het eerst geldig gepubliceerd in 1880 door Miers.